# AC 나가노 파르세이루
AC 나가노 파르세이루(일본어: AC長野パルセイロ AC 나가노 파루세이로[*], 영어: AC Nagano Parceiro)는 나가노현 나가노시를 연고지로 하는 일본의 축구 클럽이다. 현재는 3부 리그에 해당하는 J3리그 소속이다. '파르세이루(Parceiro)'는 포르투갈어로 '파트너'라는 뜻이다.
한편, 2020년 9월 13일 세레소 오사카 U-23전에서 단 하나의 슈팅을 허용하지 않아 2009년 11월 8일 소가하타 히토시(가시마)가 최초 달성 후 역대 J리그 4번째 피슈팅 제로 기록을 세웠다.

## 선수 명단

### 현역
참고: FIFA 자격 규정에 따라 소속된 국가대표팀 국기를 표시합니다. 선수는 복수의 FIFA 비회원국 국적을 가지고 있을 수 있습니다.
| 번호 | 포지션 | 국적 | 이름   |
| ---- | ------ | ---- | ------ |
| 21   | GK     |      | 김민호 |

| 번호 | 포지션 | 국적       | 이름        |
| ---- | ------ | ---------- | ----------- |
| 31   | GK     | 인도네시아 | 류 누그라하 |
| 35   | MF     |            | 이승원      |

## 역대 감독
| 감독          | 임기        |
| ------------- | ----------- |
| 사카쿠라 유지 | 2018        |
| 요코야마 유지 | 2019 ~ 2021 |